# Eria spirodela
Eria spirodela är en orkidéart som beskrevs av Leonid Vladimirovitj Averjanov. Eria spirodela ingår i släktet Eria och familjen orkidéer.
Artens utbredningsområde är Vietnam. Inga underarter finns listade i Catalogue of Life.